# Ludwik Koburg-Koháry
Ludwik August Maria Odon Koburg-Koháry, niem. Ludwig August Maria Eudes von Sachsen-Coburg und Gotha-Koháry, port. Luís Augusto Maria Eudes de Saxe-Coburgo-Gota-Koháry (ur. 18 sierpnia 1845 w Eu, zm. 14 września 1907 w Karlowych Warach) – niemiecki arystokrata, książę z katolickiej linii dynastii koburskiej, admirał w służbie brazylijskiej i austro-węgierskiej.

## Życiorys
Urodził się jako drugi syn spośród pięciorga dzieci Augusta Koburg-Koháry (1818–1881), tytularnego księcia Koháry i jego żony Klementyny Orleańskiej (1817–1907), królewny Francuzów. Jego rodzicami chrzestnymi była ciotka Aleksandra Badeńska i wuj Ludwik Karol Orleański. Miał czworo rodzeństwa, starszego brata Filipa (1844–1921), młodsze siostry Klotyldę (1846–1927) i Amelię (1848–1894) oraz dużo młodszego brata Ferdynanda (1861–1948). Odebrał staranne wykształcenie domowe, typowe dla arystokracji swoich czasów, jednak wychowywał się pod bezpośrednią opieką rodziców, co było zwyczajem odmiennym.
W 1860–1861 uczęszczał do Gimnazjum Teresianum w Wiedniu, które opuścił, aby wstąpić do Cesarsko-Królewskiej Marynarki Wojennej. W 1861–1863 odbył wstępny kurs morski, stacjonując w Trieście. Po zmuszeniu Ottona, króla Hellenów do abdykacji w 1863, mocarstwa europejskie poważnie rozważały poparcie kandydatury księcia kobursko-gotajskiego Ernesta II, do objęcia po nim tronu; z racji na brak męskich potomków, typowano aby w Atenach dziedziczył po nim Ludwik, jednak zbyt wysokie oczekiwania głowy państwa ernestyńskiego, doprowadziły do rezygnacji z tych planów. W lutym 1864 Ludwik zdał egzamin oficerski i został awansowany na podporucznika marynarki. Następnie wziął udział w wojnie duńskiej.
W 60. XIX w. cesarz Brazylii Piotr II rozważał wydać swoją starszą córkę Izabelę za Ludwika Koburg-Koháry, jednak ostatecznie jego żoną została młodsza Leopoldyna. Po zawarciu małżeństwa w grudniu 1864 otrzymał awans na admirała Marynarki Wojennej Brazylii. W 1865 z powodzeniem uczestniczył w wojnie paragwajskiej. Po wybuchu „wojny niemieckiej” w 1866 wyjechał do Austro-Węgier, aby zabezpieczyć rodzinny majątek w Królestwie. Następnie powrócił do Brazylii, gdzie pełnił funkcje reprezentacyjne dworu cesarskiego, m.in. jako przewodniczący Towarzystwa Historyczno-Geograficznego i komitetu narodowego Wystawy Światowej w Wiedniu (1873). W 1872–1873 odbył wraz z bratem Filipem podróż dookoła świata, zwiedzając m.in. Indie i Hawaje. Wiosną i latem 1879 uczestniczył wraz z bratem Ferdynandem w wyprawie do Amazonii. Po ustanowieniu republiki w 1889, osiadł w Schladming. W 1890 ponownie przyjęty do służby austriackiej. Zmarł w 1907 w czasie pobytu kuracyjnego w Karlowych Warach. Został pochowany w kościele św. Augustyna w Coburgu, zaś serce złożono w kościele św. Marii Magdaleny w Karlowych Warach.

## Życie prywatne
15 grudnia 1864 w Rio de Janeiro poślubił Leopoldynę Teresę Bragança (1847–1871), infantkę Brazylii, córkę Piotra II i Teresy Krystyny Burbon-Sycylijskiej. Z racji na brak męskich potomków cesarza, para zawarła 18 lutego 1865 umowę małżeńską kontrasygnowaną przez premiera José Paranhosa, w której zobowiązała się do utworzenia nowej linii domu panującego – tzw. młodszą kobursko-bragantyjską. Małżeństwo doczekało się czterech synów:
- Piotr August Ludwik Maria Michał Gabriel Rafał Gonzaga (1866–1934);
- August Leopold Filip Maria Michał Gabriel Rafał Gonzaga (1867–1922) ż. Karolina Maria Habsburg-Lotaryńska (1869–1945), córka Karola Salwatora i Marii Immaculaty Burbon-Sycylijskiej;
- Józef Ferdynand Maria Michał Gabriel Rafał Gonzaga (1869–1888);
- Ludwik Gaston Klemens Maria Michał Gabriel Rafał Gonzaga (1870–1942) ż. 1) Matylda Wittelsbach (1877–1906), córka Ludwika III i Marii Teresy Habsburg-Este, 2) Anna von Trauttmansdorff-Weinsberg (1873–1948), córka Karla i Josephiny von Pallavicini.

## Odznaczenia
- Krzyż Wielki Orderu Ernestyńskiego (czerwiec 1863),
- Kawaler Orderu Orła Czarnego (1864),
- Kawaler Orderu św. Andrzeja (1865),
- Medal Kampanii Urugwajskiej (1865),
- Krzyż Wielki Orderu Krzyża Południa,
- Krzyż Wielki Orderu Piotra I,
- Krzyż Wielki Orderu Róży,
- Krzyż Wielki Orderu Chrystusa,
- Krzyż Wielki Orderu Aviz,
- Krzyż Wielki Orderu św. Jakuba od Miecza,
- Krzyż Wielki Orderu Wieży i Miecza,
- Krzyż Wielki Orderu Chrystusa,
- Krzyż Wielki Orderu Avis,
- Kawaler Orderu św. Huberta.

## Genealogia
| Prapradziadkowie                 | ks. Saksonii-Koburg-Saalfeld Ernest Fryderyk (1724–1800) ∞1749 Zofia z Brunszwiku-Wolfenbüttel (1724–1782) | hr. Reuss-Ebersdorf Henryk III (1724–1779) ∞1754 Karolina z Erbach-Schönberg (1727–1796)       | Ignác József Koháry (1726–1777) ∞ok. 1750–1760 Maria Gabriella Cavriani (1736–1803)   | Jiří Kristián Waldstein-Wartenberg (1743-1791) ∞1765 Elisabeth von Ulfeldt (1747–1791) | Ludwik Filip Orleański Gruby (1725–1785) ∞1743 Ludwika Henryka Burbon-Conti (1726–1759)   | Ludwik Jan Burbon (1725–1793) ∞1744 Maria Teresa d’Este (1726–1754)                       | kr. Hiszpanii, Neapolu i Sycylii Karol III (1716–1788) ∞1738 Maria Amelia Saska (1724–1760)     | ces. rzymsko-niemiecki Franciszek I (1708–1765) ∞1736 kr. Czech i Węgier, aks. Austrii Maria Teresa (1717-1780) |
| Pradziadkowie                    | ks. Saksonii-Koburga-Saalfeld Franciszek (1750–1806) ∞1777 Augusta Reuss-Ebersdorf (1757–1831)             | ks. Saksonii-Koburga-Saalfeld Franciszek (1750–1806) ∞1777 Augusta Reuss-Ebersdorf (1757–1831) | Ferenc József Koháry (1767–1826) ∞1792 Maria Antonia Waldstein-Wartenberg (1771–1854) | Ferenc József Koháry (1767–1826) ∞1792 Maria Antonia Waldstein-Wartenberg (1771–1854)  | Ludwik Filip Orleański Równy (1747-1743) ∞1769 Ludwika Maria Burbon (1753-1821)           | Ludwik Filip Orleański Równy (1747-1743) ∞1769 Ludwika Maria Burbon (1753-1821)           | kr. Obojga Sycylii Ferdynand I (1751-1825) ∞1768 Maria Karolina Habsburg-Lotaryńska (1752–1814) | kr. Obojga Sycylii Ferdynand I (1751-1825) ∞1768 Maria Karolina Habsburg-Lotaryńska (1752–1814)                 |
| Dziadkowie                       | Ferdynand Jerzy Koburg (1785–1851) ∞1815 Maria Antonina Koháry (1797–1862)                                 | Ferdynand Jerzy Koburg (1785–1851) ∞1815 Maria Antonina Koháry (1797–1862)                     | Ferdynand Jerzy Koburg (1785–1851) ∞1815 Maria Antonina Koháry (1797–1862)            | Ferdynand Jerzy Koburg (1785–1851) ∞1815 Maria Antonina Koháry (1797–1862)             | kr. Francuzów Ludwik Filip I (1773–1850) ∞1809 Maria Amelia Burbon-Sycylijska (1782–1866) | kr. Francuzów Ludwik Filip I (1773–1850) ∞1809 Maria Amelia Burbon-Sycylijska (1782–1866) | kr. Francuzów Ludwik Filip I (1773–1850) ∞1809 Maria Amelia Burbon-Sycylijska (1782–1866)       | kr. Francuzów Ludwik Filip I (1773–1850) ∞1809 Maria Amelia Burbon-Sycylijska (1782–1866)                       |
| Rodzice                          | August Wiktor Koburg-Koháry (1818–1881) ∞1843 Maria Klementyna Orleańska (1817–1907)                       | August Wiktor Koburg-Koháry (1818–1881) ∞1843 Maria Klementyna Orleańska (1817–1907)           | August Wiktor Koburg-Koháry (1818–1881) ∞1843 Maria Klementyna Orleańska (1817–1907)  | August Wiktor Koburg-Koháry (1818–1881) ∞1843 Maria Klementyna Orleańska (1817–1907)   | August Wiktor Koburg-Koháry (1818–1881) ∞1843 Maria Klementyna Orleańska (1817–1907)      | August Wiktor Koburg-Koháry (1818–1881) ∞1843 Maria Klementyna Orleańska (1817–1907)      | August Wiktor Koburg-Koháry (1818–1881) ∞1843 Maria Klementyna Orleańska (1817–1907)            | August Wiktor Koburg-Koháry (1818–1881) ∞1843 Maria Klementyna Orleańska (1817–1907)                            |
| Ludwik Koburg-Koháry (1845–1907) | |                                                                                                |                                                                                       |                                                                                        |                                                                                           |                                                                                           |                                                                                                 | |